# Hachi/Hatch,
Hachi/Hatch,（ハチブンノハチ）は、日本のバンド。バンド名は「蜂が花から花へと花粉を届けるように、僕たちの音楽も全国各地に届けていきたい」という願いを込めて命名された。所属事務所はビーイング。

## 概要
- 2013年3月、ボーカルの中村勝也とドラムのゆっきを中心に結成され、関西を拠点に活動しているバンド。2013年8月8日に初のワンマンライブを敢行し、約140名を動員。同月の25日にはWest Rock Festival～関西バンド 夏の前哨戦～、MINAMI WHEEL 2013、Horie Music Market Vol.9等に出演。2013年12月11日には1stミニアルバム「嘘つきは大嫌い」がリリースされ、同月23日には心斎橋BASSOにて、レコ初ワンマンライブを開催し成功させる。
- 2014年4月からは、バンド名の由来の通り音楽を全国に届けるため、大阪を飛び出し、全国88ヶ所を巡る路上ツアーを敢行し、3回目のワンマンライブ開催日2014年8月8日に、アメリカ村三角公演でフィナーレを迎え、同日に3回目のワンマンライブを開催した[2]。
- 10月28日、自身の主催イベントにてシングル「「イスカンダルに憧れて」をリリース。
- 2015年2月1日、安部智樹となついろの北川加奈の加入を発表。
- 2017年3月18日に行われたワンマンライブを最後に解散[3]。

## メンバー
- 中村勝也（なかむらかつや）（ボーカル、ギター）
- ゆっき（ドラム、コーラス）
- 安部智樹（あべともき）（ギター）
- 北川加奈（きたがわかな）（キーボード）

## ディスコグラフィー

### ミニアルバム
1. DCR-002 嘘つきは大嫌い (2013年12月11日)

### シングル
1. GILC-003 イスカンダルに憧れて (2014年10月28日)
2. GILC-007 ゴメイザ (2015年11月21日)
3. GILC-011 夏の花火と恋と夢 (2016年8月8日)

### 配布盤
1. WR-001 WEST ROCK DEMO TRACKS (2013年03月16日) *「森の魔女」収録

### 視聴限定音源
1. 嘘つきは大嫌い (2013年9月頃～、フライヤーのQRコードで配信サイトにアクセス可能)
2. メゾン・ド・オンボロ (2013年9月頃～、フライヤーのQRコードで配信サイトにアクセス可能)
3. 音楽が終わる夜に (2013年9月頃～、フライヤーのQRコードで配信サイトにアクセス可能)

## 音源化済/予定楽曲
1. 森の魔女
2. 嘘つきは大嫌い (作詞 ゆっき/作曲 ゆっき/編曲 岡本仁志)
3. ありがとうベイビー (作詞 中村勝也/作曲 中村勝也/編曲 古井弘人)
4. 夢の泉 (作詞 ゆっき/作曲 中村勝也/編曲 岡本仁志)
5. ai (作詞 ゆっき/作曲 ゆっき/編曲 岡本仁志)
6. 音楽が終わる夜に (作詞 中村勝也/作曲 中村勝也/編曲 古井弘人)
7. イスカンダルに憧れて (作詞 中村勝也/作曲 中村勝也/編曲 岡本仁志)
8. 孤独な王子は出会ってしまった (作詞 中村勝也/作曲 中村勝也/編曲 原田真吾)
9. メゾン・ド・オンボロ (ショートバージョンのみ視聴可能)

## 未音源化楽曲
1. ゴメイザ (ライブにて披露)
2. 夏の花火と恋と夢 (ライブにて披露)
3. スカイライト (虹物語 第3話) (2013/8/25 WEST ROCK FESTIVAL VOL.2で初披露)
4. 0501 ～僕らの歌～  (作詞 中村勝也/作曲 ゆっき ※作詞/作曲者は 2013/12/23 LIVE MCにて紹介された) (2013/11/3 Horie Music Market Vol.9で初披露)
5. 名前の無い愛の歌 (2014/2/27 THURSDAY HORIE MUSIC BAR-Piano men ＋ にて初披露)
6. 声 (2014/3/17 hillsパン工場11周年NIGHT (BRAND NEW MONDAY) にて初披露)
7. みんな雲の中 (2014/6/8 Hachi/Hatch, presents ハニカムコミューン にて初披露)
8. 8分20秒 (2014/8/8 Hachi/Hatch, ワンマンライブ ライブハット Vol.3 ～ハチハチの日～ にて初披露)
9. 光 (2014/10/29よりサンテレビの「カウンセリングバラエティ 古今ドン」エンディングテーマソングとしてオンエアー予定)

## ソロ活動
- 中村勝也 (なかむらかつや)（ボーカル、ギター）
  1. 2014年10月1日 hillsパン工場にてChicago Poodle 辻本建司をホストとする企画バンド「ザ・レンズ」のライブにゲストボーカリストとして出演した。DOPING PANDAとくるりをカバーした。
  2. 2020年1月1日 - 2020年12月31日 人気YouTuber三納物語の企画｢365日毎日作曲チャレンジ[4]｣で弾き語り動画を投稿しており[5][6]、企画終了後には企画で制作された楽曲で配信ライブを行った。

- ゆっき（ドラム、コーラス）
  1. 2014年5月28日 嘘つきは大嫌い! 88ヶ所ツアー@島根・松江AZTiC canovaにて、中村勝也が体調不良のため、Hachi/Hatch,は出演できなかったが、ゆっきのみで出演し、出演バンドとコラボレーションし、演奏した。
  2. 2014年10月23日 ROCK NIGHT@hillsパン工場 に同事務所所属の「阿部龍太郎&森丘直樹」のサポートドラマーとして出演。

## エピソード
1. メディア露出では顔出しは行っていない。ライブやメディア出演、イベント時の写真撮影は行うが、「ハチハチポーズ」と呼ばれるポーズで顔が隠れているため、素顔は確認できない。通常のライブ、イベントの会場においては素顔を隠して演奏しているわけではないため、会場では素顔を確認することができる。
2. 2013年12月23日の心斎橋BASSOでのワンマンライブのチケットは880円と破格であり、毎回ライブ告知で、ゆっき「チケット代は880円！」中村勝也「安いっ！！」と返す掛け合いを行っていた。心斎橋BASSOでは ゆっき「通常のライブチケットは2000～3000円くらい」中村勝也「高いっ！！」 という掛け合いが見られた。
3. 「嘘つきは大嫌い!」のPVに登場するキャラクターの名前は「クチビル人間」「ゆきお」「かつ子」である。「ヨウコ」「マサシ」「マツコ」というキャラクターも登場する。
4. カバー曲としてKiroro「長い間」、イルカ「なごり雪」を頻繁に演奏するが、稀に森田童子「僕たちの失敗」を演奏することがある。
5. サポートメンバーは過去に、ギター 鶴沢夢人(Back PageZ・Blanky Pumpkin)、嶋津義貴(WAR-ED)、キーボード 原田信吾、大浦史記(Loe・GiNkS)、ベース 麻井寛史(Sensation)、松山真也(Qu)が担当している。
6. 横浜のバンド・LiLiと仲が良い。(2014年4月21日にLiLiが主催で開催したライブに出演して以降、ライブハウス、イベントなどで対バンなどを行い交流を深めている)

なお、LiLiはかつてBEING GROUP(ZAIN PRODUCTS)のインディライズという着うたフルサイトでアルバムを配信リリースしたことがある。(既にサイトは閉鎖済)
1. 2014年4月1日から開催された88ヶ所路上ツアーの最終日はアメリカ村で8月8日に開催された。なお、この日は清掃活動と称しファンと共に、路上ライブの前にアメ村の清掃活動を行った他、ロゼッタカフェで「ハニートーストはちみつレモンソーダ」が販売され、夜はワンマンライブが開催された。
2. 2014年8月8日のワンマンライブでは、お土産として、サイン入りカードと、手の平サイズの虹物語の本仕様のキャンディが来場者にプレゼントされた。
3. 88箇所ツアー中活躍した「ハチハチカー」の走行距離は11352.3kmであった。ツアー終了後、ラッピングは終了したが、現在もハチハチカーは所属事務所に車庫入れされている。